# لندیزویل (پنسالوینیا)
لندیزویل (به انگلیسی: Landisville) یک منطقهٔ مسکونی در ایالات متحده آمریکا است که در شهرستان لنکستر، پنسیلوانیا واقع شده‌است. لندیزویل ۱٬۸۹۳ نفر جمعیت دارد.